# Граматика естонської мови

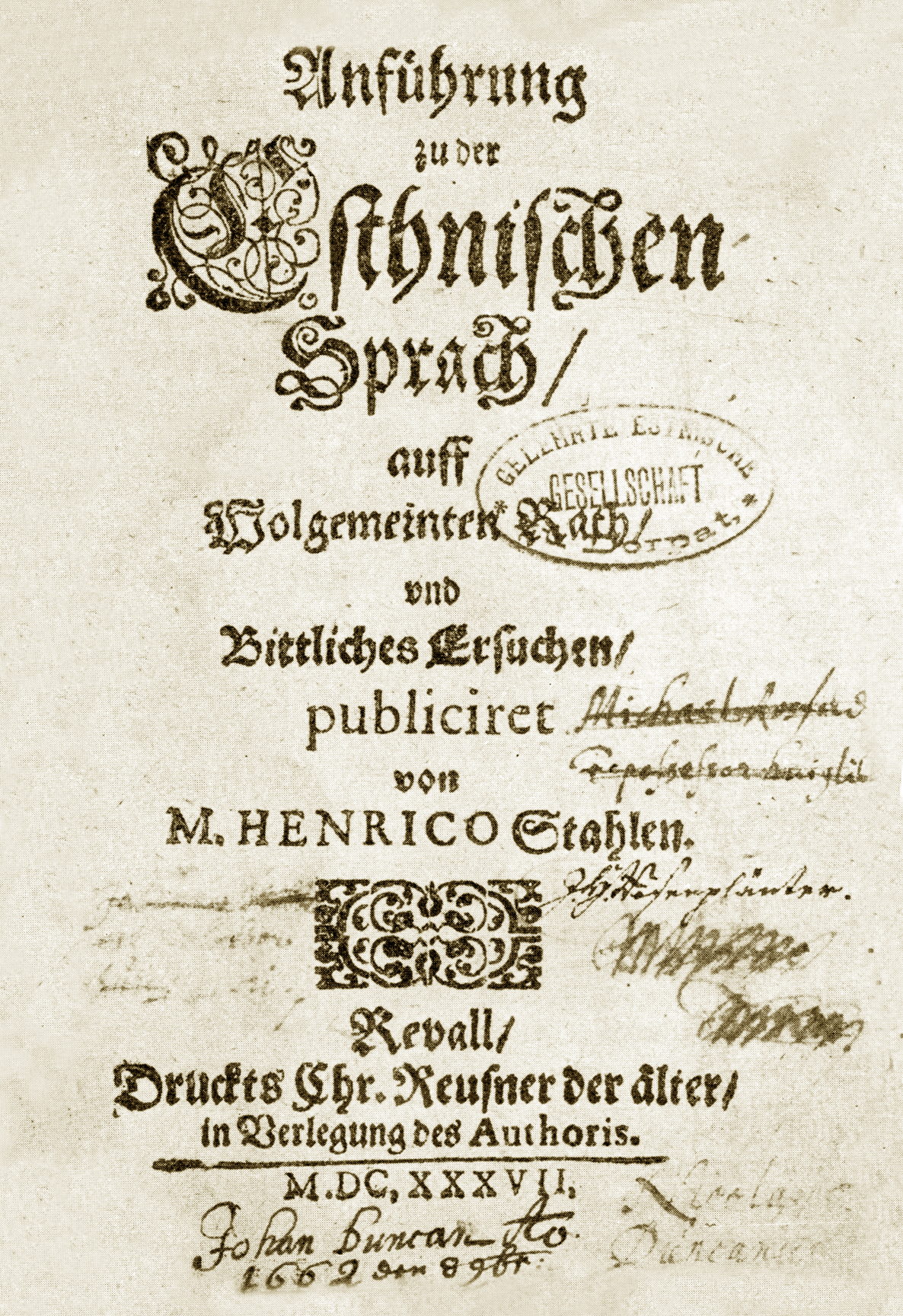
Перша граматика естонської мови — «Anführung zu der Esthnischen Sprach» Генріха Шталя, 1637 рік

Естонська мова належить до південної гілки балтійсько-фінської групи фіно-угорських мов уральської мовної сім'ї. Найбільш спорідненими до неї є водська та лівська мови (мову виро часто розглядають як діалект естонської).
Писемність естонської мови заснована на латинській абетці на основі естонського алфавіту. На відміну від низки інших мов, у естонській відсутня категорія граматичного роду.

## Граматичні процеси

### Чергування ступенів
Чергування ступенів в естонській мові — це граматичний процес, який впливає на шумні приголосні у кінці наголошеного складу слова. За видами чергування приголосні у словах поділяються на дві групи, т. зв. «сильні» та «слабкі» залежно від граматичної форми: одні передбачають слабкий ступінь, інші — сильний. Передбачити, який ступінь буде вимагати форма, неможливо: їх треба лише запам'ятовувати або звіряти за словником. Проте не у всіх словах чергування ступенів є обов'язковим; зокрема у словах з коренем, який складається із трьох або більше складів, так само, як і у словах з односкладовим коренем, воно не потрібне.
Чергування ступенів надає складові додаткової довготи. Якщо склад є довгим, через сильний ступінь він стане наддовгим. Слабкий ступінь залежно від певних факторів може не мати додаткової довготи. У деяких словах чергування ступенів проявляється лише через наявність або відсутність додаткової довготи, у той час як самі приголосні не змінюються.
У цій статті додаткова довгота позначена символом ` перед голосним складу.
Принципи чергування довгих приголосних доволі прості:
- після коротких голосних сильний ступінь виражається через подвійний глухий приголосний, у той час слабкий ступінь — через один глухий приголосний;
- після довгих голосних або сполучення приголосних сильний ступінь виражається одним глухим приголосним, у той час як слабкий — дзвінким приголосним;
- подвійний глухий ss підпадає під чергування ступенів лише на кінці сполучення приголосних; у такому випадку в слабкому ступені один s випадає.

| Сильний ступінь | Слабкий ступінь | Приклади                         |
| --------------- | --------------- | -------------------------------- |
| pp              | p               | s'epp : sepa                     |
| tt              | t               | v`õtta: võtan                    |
| kk              | k               | h'akkama: hakata                 |
| p               | b               | k'upja: kubjas, k'ilp : kilbi    |
| t               | d               | s'aatev: saadan, k'artma: kardan |
| k               | g               | v'ilkuma: vilgun                 |
| ss              | s               | k'irss : kirsi                   |

Принципи чергування ступенів для поодиноких дзвінких приголосних є більш різноманітними. Слабкий ступінь може взагалі виключити приголосний, що відобразиться на голосних та додасть додаткової довготи.
| Сильний ступінь | Слабкий ступінь | Приклади                                | Примітки                                                                                           |
| --------------- | --------------- | --------------------------------------- | -------------------------------------------------------------------------------------------------- |
| b               | v               | k'aebama: kaevata                       | |
| b               | ∅               | tuba: t'oa                              | Якщо стоїть після u.                                                                               |
| d, t            | ∅               | `aed : aia, l'eht : lehe                | Глухий t з'являється у сполученні ht.                                                              |
| d, t            | j               | rada: raja                              | Якщо після нього стоїть a, а перед — короткий голосний окрім e або i.                              |
| g, k            | ∅               | `arg : ara, lugema: l'oen, h'ahk : haha | Глухий k з'являється у сполученнях hk та sk.                                                       |
| g, k            | j               | m`ärg : märja                           | Якщо після нього стоїть a або e, а перед ним — l або r, перед якими у свою чергу стоїть e, ä чи ü. |

Також є чотири окремі асимілятивні зразки чергування приголосних:
| Сильний ступінь | Слабкий ступінь | Приклади        |
| --------------- | --------------- | --------------- |
| mb              | mm              | h'amba: hammas  |
| nd              | nn              | k'andma: kannan |
| ld              | ll              | p`õld : põllu   |
| rd              | rr              | k'ord : korra   |

Якщо приголосний у слабкому ступені випадає, голосні сусідніх складів можуть сполучатися. У такому випадку вони зазнають наступних змін:
- якщо перший голосний є довгим, він скорочується. Приклад: r'oog : r'oa, n'eedma : n'ean.

- якщо перший голосний — i, u або ü, він змінюється на e, o чи ö відповідно. Приклад: nuga : n'oa, s'aagima : s'aen, süsi : s`öe.
- якщо перший голосний — дифтонг, що закінчується на e, e переходить в j. Приклад: p'oeg : poja, 'aeglema : ajelda.
- якщо перший голосний — дифтонг, що закінчується на u, u переходить у v. Приклад: h'aug : havi.
- якщо перший голосний — дифтонг, що закінчується на будь-який інший звук, другий голосний зникає, якщо він ідентичний. Приклад: t'eadma : t'ean, l'iug : l'iu.

### Асибіляція
Асибіляція — це зміна, яка відбулась у прото-фінській мові, в результаті якої сполучення ti перетворилось на si. Ця зміна більше не є продуктивною або передбачуваною, але її наслідки досі можна спостерігати у певних формах слів, зокрема у випадку, коли s з'являється там, де мав би бути t або d. Окрім цього це явище також спричинює появу нових принципів вищезгаданого чергування ступенів, коли s з'являється у певних формах як сильного, так і слабкого ступеню, наприклад:
- käsi, генітив (род. відм.) одн. käe, ілатив одн. kätte, партитив (частковий відмінок) мн. käsi.
- uus, ген. одн. uue, іл. одн. uude, парт. мн. uusi.
- vars, ген. одн. varre, іл. одн. varde, парт. мн. varsi.
- kaas, ген. одн. kaane, іл. одн. kaande, парт. мн. kaasi. Це також зразок іншої зміни у деяких словах, яка зникає перед s. Отже в асибільованих формах n випадає.
- kolmas, ген. одн. kolmanda. Тут також випадає n перед s.
- kaks, ген. одн. kahe, ілатив одн. kahte. У цьому випадку сполучення ht переходить у ks там, де наявна асибіляція.
- minema, форма 1 ос. одн. теп.часу lähen, форма 1 ос.одн. мин.часу läksin. Те саме, що було згадано вище.

## Відмінки
Традиційно в естонській виділяють 14 відмінків.

### Основні відмінки

#### Номінатив (називний)
Найчастіше номінатив позначає підмет фінітного дієслова, станівник або іноді також додаток. У складених словах перша частина слова може стояти у номінативі, хоча у таких випадках найчастіше вживається генітив.
Приклади:
- Maja on suur : будинок [є] великий

- See on maja : це [є] будинок

- Osta maja! : купи будинок!

Форма номінатива однини є основною (незмінною) формою усіх іменників естонської мови. Форма номінатива множини утворюється через додавання суфіксу -d до форми генітива однини.

#### Генітив (родовий)
Генітив може позначати додаток, означення приналежності, а також використовуватися з післяйменниками або у якості першої частини складеного слова.
Приклади:
- Ostsin koera : я купив собаку

- Naabri kass : кіт сусіда

- Lennuki ees : перед літаком

- Lennukimootor : мотор літака

Від форми генітива однини слова утворюються форми усіх інших відмінків однини, крім номінатива і партитива; також, як вже зазначалося, від форми генітива однини утворюється форма номінатива множини.
Форма генітива множини утворюється через додавання суфіксу -de або -te до форми партитива однини.

#### Партитив (частковий)
Партитив є типовим відмінком як фінської, так і естонської мов. Здебільшого форма цього відмінка використовується як додаток (певні дієслова вимагають після себе додаток у формі партитива) та у такому разі позначає процес або дію, що триває. Також іменник у партитиві вживається після прийменників та усіх числівників окрім üks (один): üks raamat (одна книжка) — kaks raamatut (дві книжки).
Приклади:
- Näen lennukit : я бачу літак

- Keset raamatut : всередині книжки

Форми партитива однини утворюються різними способами; одним із прикладів цього є додавання закінчення до форми генітива однини: raamat; raamatu → raamatut (книжка), lennuk; lennuki → lennukit (літак), lind; linnu → lindu → lindu (птах).

### Пролатив
Деякі мовознавці розглядають пролатив як або п'ятнадцятий відмінок естонської, або прислівникову форму . Він здебільшого вживається у художній та застарілій літературі, проте може зустрічатися і у звичайних словах та виражати, відношення виражене в українській прийменниками через, по, певним шляхом, аналогічне англійським конструкціям з прийменником by, напр.: meritsi (морем, по морю), meilitsi (по/через електронну пошту), jalgsi (пішки); käsitsi (руками, вручну).
Приклади:
- Me suhtlesime meilitsi : ми спілкувалися через електронну пошту

- See tuli postitsi : це надійшло поштою

- Ma teen seda käsitsi : я роблю це [своїми] руками

- Ma reisin maitsi : я подорожую по суші (сушею)

Пролатив в естонській мові утворюється за допомогою закінчення -(i)tsi або -si, що додається до форми номінатива однини. Якщо іменник закінчується на приголосний, додається кореневий голосний, узятий з форми генітива однини (зазвичай це -i). До слова, що закінчується на приголосний, додається -(t)si, а до слова, що закінчується на голосний, —- tsi. Якщо слово закінчується на подвійний голосний, напр. aa, тоді цей голосний скорочується і отримує суфікс -i- перед закінченням пролатива, напр. maitsi (через/по землі), töitsi (через/по роботі). Форми пролатива множини не існує, оскільки при випадку вживання цього відмінка немає потреби між розрізненням однини та множини.
Окрім пролатива, в естонській виділяють також інструктив, форми якого утворюються подібним чином. Ці два відмінки зазвичай не виділяються серед інших відмінків естонської мови.
| №  | Відмінок   | Однина              | Однина                                           | Множина                 | Множина                                     |
| -- | ---------- | ------------------- | ------------------------------------------------ | ----------------------- | ------------------------------------------- |
|    |            | Приклад естонською  | Приклад українською                              | Приклад естонською      | Приклад українською                         |
| 1  | Номінатив  | ilus raamat         | красива книжка                                   | ilusad raamatud         | красиві книжки (множина або повний додаток) |
| 2  | Генітив    | ilusa raamatu       | красивої книжки, красиву книжку (повний додаток) | ilusate raamatute       | красивих книжок                             |
| 3  | Партитив   | ilusat raamatut     | красиву книжку (частковий додаток)               | ilusaid raamatuid       | красиві книжки (частковий додаток)          |
| 4  | Ілатив     | ilusasse raamatusse | в красиву книжку                                 | ilusatesse raamatutesse | в красиві книжки                            |
| 5  | Інесив     | ilusas raamatus     | у красивій книжці                                | ilusates raamatutes     | у красивих книжках                          |
| 6  | Елатив     | ilusast raamatust   | із красивої книжки                               | ilusatest raamatutest   | із красивих книжок                          |
| 7  | Алатив     | ilusale raamatule   | на красиву книжку                                | ilusatele raamatutele   | на красиві книжки                           |
| 8  | Адесив     | ilusal raamatul     | на красивій книжці                               | ilusatel raamatutel     | на красивих книжках                         |
| 9  | Аблатив    | ilusalt raamatult   | з красивої книжки                                | ilusatelt raamatutelt   | з красивих книжок                           |
| 10 | Транслатив | ilusaks raamatuks   | (стати, перетворитися) на красиву книжку         | ilusateks raamatuteks   | (стати, перетворитися) на красиві книжки    |
| 11 | Термінатив | ilusa raamatuni     | до красивої книжки                               | ilusate raamatuteni     | до красивих книжок                          |
| 12 | Есив       | ilusa raamatuna     | (як, у якості) красивої книжки                   | ilusate raamatutena     | (як, у якості) красивих книжок              |
| 13 | Абесив     | ilusa raamatuta     | без красивої книжки                              | ilusate raamatuteta     | без красивих книжок                         |
| 14 | Комітатив  | ilusa raamatuga     | з красивою книжкою                               | ilusate raamatutega     | з красивими книжками                        |

Залежно від тлумачення виділяють від 6 до 8 місцевих відмінків із загальної кількості.

## Частини мови
За здатністю відмінюватися слова в естонській мові поділяються на змінювані та незмінювані. Змінюваними є номінальні частини мови (іменник, прикметник, числівник, займенник) та дієслова.
- Номінальні частини мови (зокрема іменники) змінюються за 14 відмінками та двома числами (одниною та множиною).
- Дієслова змінюються за трьома особами, двома числами, двома часами, чотирма способами, двома станами та двома особливими формами: позитивною та негативною.
- Незмінювані слова не змінюються за відмінками або змінюються лише частково.

### Змінювані частини мови

#### Іменник та його відмінювання
Відмінникові закінчення, що додаються до іменників, є наступними:
| Відмінок                    | Закінчення однини           | Закінчення множини               | Значення/використання                                                            |
| Основні/граматичні відмінки | Основні/граматичні відмінки | Основні/граматичні відмінки      | Основні/граматичні відмінки                                                      |
| --------------------------- | --------------------------- | -------------------------------- | -------------------------------------------------------------------------------- |
| Номінатив                   | ∅ (з або без голосної)      | -d                               | Суб'єкт, об'єкт або імператив, (у множині) повний (обмежений) об'єкт             |
| Генітив                     | ∅ (із голосною)             | -de/-te                          | Належність, відношення, (в однині) повний (обмежений) об'єкт                     |
| Партитив                    | -d, -t, ∅ (із голосною)     | -id, -sid, ∅ (змінений голосний) | Частковий об'єкт, невизначена кількість                                          |
| Внутрішньомісцеві відмінки  |                             |                                  |                                                                                  |
| Ілатив                      | -sse, -∅ (with vowel)       | -desse/-tesse, -isse             | В, у щось (напрям руху)                                                          |
| Інесив                      | -s                          | -des/-tes, -is                   | В, у чомусь (розташування)                                                       |
| Елатив                      | -st                         | -dest/-test, -ist                | З, із чогось                                                                     |
| Зовнішньомісцеві відмінки   |                             |                                  |                                                                                  |
| Алатив                      | -le                         | -dele/-tele, -ile                | На щось, до чогось (напрям)                                                      |
| Адесив                      | -l                          | -del/-tel, -il                   | На чомусь (розташування)                                                         |
| Аблатив                     | -lt                         | -delt/-telt, -ilt                | З, від чогось                                                                    |
| Інші відмінки               |                             |                                  |                                                                                  |
| Транслатив                  | -ks                         | -deks/-teks, -iks                | Перетворення на когось/щось, становлення кимось/чимось, перехід до певного стану |
| Термінатив                  | -ni                         | -deni/-teni                      | До чогось (певного часу, місця)                                                  |
| Есив                        | -na                         | -dena/-tena                      | Виступ у якості когось/чогось                                                    |
| Абесив                      | -ta                         | -deta/-teta                      | Без чогось                                                                       |
| Комітатив                   | -ga                         | -dega/-tega                      | З, разом із кимось/чимось,                                                       |

Зазначені закінчення додаються до кореня слова, який утворюється із:
- генітива однини: для відмінків однини (окрім називного однини та множини та партитива)

- партитива однини: для родового відмінку множини
- генітива множини: для усіх відмінків множини (окрім називного та партитива)

Форми номінатива, генітива та партитива однини неможливо передбачити, їх треба звіряти за словником (оскільки може з'являтися чергування ступенів).
Форма генітива однини завжди закінчується на голосний. Якщо вона утворюється від кореня, що закінчується на приголосний, до нього додається закінчення -a, -e, -i, -o, або -u. Форма партитива однини може мати наступні закінчення: -d, -t, -a, -e, -i, -u.
Форма партитива множини утворюється або від форми генітива однини, або від форми партитива однини і може отримувати наступні закінчення (деякі слова мають дві паралельні форми):
- -id: односкладові слова з довгими голосними aa, ee, õõ, uu, öö, ää, двоскладові слова із довгими голосними або закінченнями -em, -en, -el, -er, -ar, -ur, -e, -ne, -s або одно- чи трискладова форма генітива однини, трискладові слова із закінченнями -ne, -s,
- -sid: односкладові слова з довгими голосними ii, üü або дифтонгом, двоскладові слова із короткими голосними, трискладові слова з закінченнями -um, -on, -er, -ar, -är, -ov, -nna,
- -e: слова із закінченнями форми партитива однини -i, -u, -j, або закінчення форми партитива однини -a із літерою u в попередньому складі,
- -i: слова з формою партитива однини із закінченням -e, або формою партитива однини із закінченням на приголосний із формою генітива однини із закінченням -e, або форма партитива однини із закінченням -a з попереднім складом, що містить голосні e, o, ä, ö, ü або дифтонг з одним із цих голосних у якості першої частини (ei, äi).
- -u: слова із формою партитива однини із закінченням -a з попереднім складом, який містить голосні a, i, õ або дифтонги ei, äi.

Деякі слова мають коротку форму ілатива однини, яка може мати закінчення -de, -he, -hu, -a, -e, -i, -u. Якщо вона отримує закінчення на голосний, то він є таким самим, що і кінцевий голосний форми генітива однини даного слова, але голосний (якщо він вже є довгим або дифтонгом) чи приголосний, що стоїть перед ним (якщо голосний короткий, а приголосний — короткий або довгий) подовжується до третього ступеня довготи і тим самим стає наддовгим. Якщо форма ілатива закінчується на -sesse, коротка форма матиме закінчення -sse.
Деякі слова також мають короткі форми ілатива, інесива, елатива, алатива, адесива, аблатива та транслатива множини. Якщо форма партитива множини закінчується на -id, тоді коротким коренем множини є ця форма без -d (замість форми генітива множини з закінченням -de-); якщо ж ця форма закінчується на голосний, тоді вона і є коротким коренем множини; якщо вона закінчується на -sid, то утворити коротку форму множини неможливо.
Слід зауважити, що до іменника додається закінчення -gi після кінцевого дзвінкого приголосного або голосного чи -ki після кінцевого глухого приголосного.
Нові іменники можуть бути утворені від вже існуючих іменників, прикметників та дієслів за допомогою суфіксів -ja (агент, від ma-інфінітива), -mine (герундій, від ma-інфінітива), -la, -nna, -tar, -ur, -stik, -ndik, -nik, -ik, -k, -ng, -lane, -line, -kene, -ke, -e, -ndus, -dus, -us, -is, -kond, -nd, -istu, -u.

##### Приклад відмінювання
Зразок відмінювання іменників в естонські мові на прикладі слова auto — автомобіль:
| №   | Відмінок (естонська назва) | Відмінок             | Питання             | Питання             | Число                   | Число                      |
| №   | Відмінок (естонська назва) | Відмінок             | Питання             | Питання             | Однина                  | Множина                    |
| 1.  | Nimetav                    | Номінатив (називний) | Хто?                | Що?                 | auto (автомобіль)       | autod (автомобілі)         |
| 2.  | Omastav                    | Генітив (родовий)    | Кого?               | Чого?               | auto (автомобіля, -ю)   | autode (автомобілів)       |
| 3.  | Osastav                    | Партитив             | Кого?               | Чого? Що?           | autot (автомобіля)      | autosid (автомобілі, -ів)  |
| 4.  | Sisseütlev                 | Ілатив               | В кого?             | В що?               | autosse (в автомобіль)  | autodesse (в автомобілі)   |
| 5.  | Seesütlev                  | Інесив               | В кому?             | В чому?             | autos (в автомобілі)    | autodes (в автомобілях)    |
| 6.  | Seestütlev                 | Елатив               | Із кого?            | Із чого?            | autost (з автомобілю)   | autodest (із автомобілів)  |
| 7.  | Alaleütlev                 | Алатив               | На кого?            | На що?              | autole (на автомобіль)  | autodele (на автомобілі)   |
| 8.  | Alalütlev                  | Адесив               | На кому?            | На чому?            | autol (на автомобілі)   | autodel (на автомобілях)   |
| 9.  | Alaltütlev                 | Аблатив              | З кого?             | З чого?             | autolt (з автомобіля)   | autodelt (з автомобілів)   |
| 10. | Saav                       | Транслатив           | В кого?             | В що?               | autoks (в автомобіль)   | autodeks (в автомобілі)    |
| 11. | Rajav                      | Терминатив           | До кого?            | До чого?            | autoni (до автомобіля)  | autodeni (до автомобілів)  |
| 12. | Olev                       | Есив                 | Ким? У якості кого? | Чим? У якості чого? | autona (автомобілем)    | autodena (автомобілями)    |
| 13. | Ilmaütlev                  | Абесив               | Без кого?           | Без чого?           | autota (без автомобіля) | autodeta (без автомобілів) |
| 14. | Kaasaütlev                 | Комітатив            | З ким?              | З чим?              | autoga (з автомобілем)  | autodega (з автомобілями)  |

Інколи певні форми іменників (наприклад, kinnisilmi — з заплющеними очима, сліпо) відносять до вищезгаданого відмінка пролатива, якого у мові формально не існує. В естонській мові також нема акузатива (знахідного відмінка); замість нього використовується номінатив, генітив або партитив.

#### Займенник

##### Види займенників
- особові — m(in)a — я, s(in)a — ти, t(em)a, t(em)a — він/вона/воно; m(ei)e — ми, t(ei)e – ви, n(em)ad — вони
- зворотні (номінатив-генітив-партитив, однина/множина) — ise — enese/enda — ennast/end; ise — eneste/endi — endid (себе)
- вказівні (номінатив-генітив-партитив, однина/множина) — see — selle — seda / need — nende — neid (цей), too — tolle — toda / nood — nonde — noid (той)
- питальні (номінатив-генітив-партитив): kes — kelle — keda (хто), mis — mille — mida (що), milline — millise — millist (котрий з багатьох), kumb — kumma — kumba (котрий з двох)
- неозначені (номінатив-генітив-партитив): keegi — kellegi — kedagi (хтось), miski — millegi — midagi (щось), mõni — mõne — mõnda (деякі), ükski — ühegi — ühtegi (неозначено-особовий займенник); mingi — mingi — mingit (хто/що завгодно), kumbki — kummagi — kumbagi (або інший)
- означальні (номінатив — генітив — партитив): kõik — kõige — kõike (кожен, весь), mõlemad — mõlema — mõlemat (обидва)

##### Приклад відмінювання
| Однина  | Номінатив | m(in)a — я             | s(in)a — ти            | t(em)a — він/вона/воно  |
| Однина  | Генетив   | m(in)u — мій           | s(in)u — твій          | t(em)a — його/її        |
| Однина  | Партитив  | mind — мене            | sind — тебе            | teda — його/її          |
| Множина | Номінатив | m(ei)e — ми            | t(ei)e — ви            | n(em)ad — вони          |
| Множина | Генетив   | m(ei)e — наш/наша/наше | t(ei)e — ваш/ваша/ваше | nende — їхній/їхня/їхнє |
| Множина | Партитив  | meid — нас             | teid -вас              | neid — їх               |

#### Прикметник
Зазначені вище відмінкові закінчення додаються до кореня прикметника, який утворюється за аналогічними принципами, що й у випадку з іменниками.
Основою вищого та найвищого ступенів порівняння є форма родового відмінка однини прикметника; якщо форма родового відмінку має два склади або перед закінченням -ke(se) стоїть голосний, тоді -ke(se) зникає, а голосний змінюється на -e. Форми генітива та партитива власне вищого ступеня порівняння утворюються за допомогою закінчень -a та -at відповідно.
Нові прикметники можна утворити від вже існуючих слів за допомогою суфіксів:
- -v (активний дієприкметник теперішнього часу від -ma-інфінітива)
- -nud (активний дієприкметник перфекту від -da-інфінітива)
- -tav (пасивний дієприкметник теперішнього часу від дієприкметника на -tud)
- -tud (пасивний дієприкметник перфекту), а також -lik, -line, -lane, -ne, -ke, -kas, -jas, -tu.

Антоніми утворюються через додавання до прикметника префіксів eba- або mitte-. Eba- вважається єдиним префіксом естонської мови, у той час як mitte- часто може виступати у ролі самостійного слова, тобто конструкція mitte- + прикметник буде скоріше вважатися словосполученням. Водночас із цим для прикметника, утвореного від іменника або дієслова, антонім часто може утворений за допомогою суфіксів -tu або -matu.
Деякі прикметники при відмінюванні також мають коротку форму (keresse ~ kerre).

##### Відмінювання прикметників
|         | Відмінок  |           |                           |        |        |        |        |        |         |            |            |      |        |           |          |
|         | Номінатив | Генітив   | Партитив                  | Ілатив | Інесив | Елатив | Алатив | Адесив | Аблатив | Транслатив | Термінатив | Есив | Абесив | Комітатив | Пролатив |
| Однина  | -         | -         | -                         | -sse   | -s     | -st    | -le    | -l     | -lt     | -ks        | -          | -    | -      | -         | -(tsi)   |
| Множина | -d        | -de / -te | -id / -sid / -e / -i / -u | -sse   | -s     | -st    | -le    | -l     | -lt     | -ks        | -          | -    | -      | -         | -(tsi)   |

##### Утворення ступенів порівняння прикметників
| Ступінь       | Утворення      |
| Вихідна форма | -              |
| Вищий         | -m             |
| Найвищий      | -im / kõige -m |

#### Прийменники
Прийменники вживаються:
- з генітивом: läbi (через), peale (з, за), üle (над), ümber (навколо)
- з партитивом: alla (під), enne (до, раніше), kesk / keset (серед, посеред), mööda (по, вздовж), piki (вздовж), pärast (після), vastu (проти)

- з термінативом: kuni (до)

- з абесивом: ilma (без)

- з комітативом: koos / ühes (з, разом з)

#### Дієслово
Подані нижче закінчення додаються до кореня дієслова, який утворюється з:
- форми дійсного способу першої особи однини позитивної форми теперішнього часу (за допомогою відкидання закінчення -n): форми дійсного способу активного стану теперішнього часу, умовного способу активного стану теперішнього часу, наказового способу активного стану другої особи однини теперішнього часу;
- -ma-інфінітива (за допомогою відкидання закінчення -ma; якщо корінь закінчується на приголосний, у формі третьої особи однини імперфекту додається -i- або -e- у формі однини називного відмінка дієприкметника; приголосний подвоюється, якщо він є коротким та передує короткому голосному; кщо корінь є двоскладовим і закінчується на -e або довгий голосний, то -s- випадає у формах всіх чисел та осіб , ei змінюється на i, довгий голосний стає коротким, а o, ö переходять в õ): форми дійсного способу активного стану позитивної форми імперфекту, квотативні (передача чужого мовлення) форми активного стану теперішнього часу;
- -da-інфінітива (за допомогою відкидання -da / -ta / -a; довгі l, r на кінці переходять у короткі, у розмовному мовленні закінчення -nud скорочується до -nd): форми дійсного способу активного стану негативної форми імперфекту, дійсного способу активного стану плюсквамперфекту, наказового способу активного стану теперішнього часу (окрім форм другох особи однини та активного стану перфекту);
- дієприкметника пасивного стану перфекта (за допомогою відкидання закінчення -tud): форми пасивного стану.

Форми ma- і -da-інфінітива треба звіряти за словником. Форми теперішнього часу та дієприкметники -tud утворюються за допомогою чергування ступенів.
Мa-інфінітив використовується після дієслів руху або дієприкметників і є відмінюваним: -ma (ілатив), -mas (інесив), -mast (елатив), -maks (транслатив), -mata (абесив).
Da-інфінітив вживається після дієслів, що виражають емоції, безособових конструкцій, частки et (щоб) та у якості підмета; також є відмінюваним: -des (інесив).
Словотвірні суфікси для дієслів: -ta- (перехідні дієслова/пасив), -u- / -i- (зворотні дієслова), -el- / -le- (частково перехідні), -ne- (транслатив), -ata- (моментане — дія, що є несподіваною та короткотривалою), -el- / -skle- (фреквентатив — дія, що повторюється), -tse- (тривала дія).
Примітка: дієслово + -gi (після кінцевого дзвінкого приголосного або голосного) / -ki (після кінцевого глухого приголосного), verb + küll (positive), дієслово + mitte (заперечна форма).
| Відмінювання дієслів | Відмінювання дієслів | Відмінювання дієслів | Відмінювання дієслів | Відмінювання дієслів | Відмінювання дієслів | Відмінювання дієслів | Відмінювання дієслів | Відмінювання дієслів | Відмінювання дієслів | Відмінювання дієслів | Відмінювання дієслів |          |           |                |
|                      |                      |                      |                      | Час                  | Час                  | Час                  | Час                  | Час                  | Час                  | Час                  | Час                  |          |           |                |
| Теперішній           | Теперішній           | Імперфект            | Імперфект            | Перфект              | Перфект              | Плюсквамперфект      | Плюсквамперфект      |                      |                      |                      |                      |          |           |                |
| Спосіб               | Стан                 | Число                | Особа                | Стверджувальна форма | Заперечна форма      | Стверджувальна форма | Заперечна форма      | Стверджувальна форма | Заперечна форма      | Стверджувальна форма | Заперечна форма      |          |           |                |
| -------------------- | -------------------- | -------------------- | -------------------- | -------------------- | -------------------- | -------------------- | -------------------- | -------------------- | -------------------- | -------------------- | -------------------- | -------- | --------- | -------------- |
| Дійсний              |                      |                      |                      |                      |                      |                      |                      |                      |                      |                      |                      |          |           |                |
| Активний             |                      |                      |                      |                      |                      |                      |                      |                      |                      |                      |                      |          |           |                |
| Однина               | Перша                | -n                   | ei — \| -sin         | ei -nud              | olen -nud            | ei ole -nud          | olin -nud            | ei olnud -nud        |                      |                      |                      |          |           |                |
| Однина               | Друга                | -d                   | ei — \| -sin         | ei -nud              | -sid                 | ei ole -nud          | oled -nud            | ei olnud -nud        | olid -nud            |                      |                      |          |           |                |
| Однина               | Третя                | -b                   | ei — \| -sin         | ei -nud              | -s                   | ei ole -nud          | on -nud              | ei olnud -nud        | oli -nud             |                      |                      |          |           |                |
| Множина              | Перша                | -me                  | ei — \| -sin         | ei -nud              | -sime                | ei ole -nud          | oleme -nud           | ei olnud -nud        | olime -nud           |                      |                      |          |           |                |
| Множина              | Друга                | -te                  | ei — \| -sin         | ei -nud              | -site                | ei ole -nud          | olete -nud           | ei olnud -nud        | olite -nud           |                      |                      |          |           |                |
| Множина              | Третя                | -vad                 | ei — \| -sin         | ei -nud              | -sid                 | ei ole -nud          | on -nud              | ei olnud -nud        | olid -nud            |                      |                      |          |           |                |
| Пасивний             | /                    | /                    | -takse               | ei -ta               | -ti                  | ei -tud              | on -tud              | ei ole -tud          | oli -tud             | ei olnud -tud        |                      |          |           |                |
| Умовний              |                      |                      |                      |                      |                      |                      |                      |                      |                      |                      |                      |          |           |                |
| Активний             |                      |                      |                      |                      |                      |                      |                      |                      |                      |                      |                      |          |           |                |
| Однина               | Перша                | -ksin                | ei -ks               | /                    | /                    | oleksin -nud         | ei oleks -nud        | /                    | /                    |                      |                      |          |           |                |
| Однина               | Друга                | -ksid                | ei -ks               | /                    | /                    | oleksid -nud         | ei oleks -nud        | /                    | /                    |                      |                      |          |           |                |
| Однина               | Третя                | -ks                  | ei -ks               | /                    | /                    | oleks -nud           | ei oleks -nud        | /                    | /                    |                      |                      |          |           |                |
| Множина              | Перша                | -ksime               | ei -ks               | /                    | /                    | oleksime -nud        | ei oleks -nud        | /                    | /                    |                      |                      |          |           |                |
| Множина              | Друга                | -ksite               | ei -ks               | /                    | /                    | oleksite -nud        | ei oleks -nud        | /                    | /                    |                      |                      |          |           |                |
| Множина              | Третя                | -ksid                | ei -ks               | /                    | /                    | oleksid -nud         | ei oleks -nud        | /                    | /                    |                      |                      |          |           |                |
| Пасивний             | /                    | /                    | -taks                | /                    | /                    | ei -taks             | oleks -tud           | /                    | /                    | ei oleks -tud        |                      |          |           |                |
| Наказовий            |                      |                      |                      |                      |                      |                      |                      |                      |                      |                      |                      |          |           |                |
| Активний             |                      |                      |                      |                      |                      |                      |                      |                      |                      |                      |                      |          |           |                |
| Однина               | Перша                | /                    | /                    | /                    | /                    | /                    | /                    | /                    | /                    |                      |                      |          |           |                |
| Однина               | Друга                | -                    | -                    | /                    | /                    | /                    | /                    | /                    | /                    | Третя                | -gu                  | ärgu -gu | olgu -nud | ärgu olgu -nud |
| Однина               | Множина              | Перша                | -gem                 | /                    | /                    | ärgem -gem           | /                    | /                    | /                    |                      |                      |          |           |                |
| Друга                | Множина              | -ge                  | ärge -ge             | /                    | /                    |                      | /                    | /                    | /                    |                      |                      |          |           |                |
| Третя                | Множина              | -gu                  | ärgu -gu             | /                    | /                    | olgu -nud            | ärgu olgu -nud       |                      | /                    |                      |                      |          |           |                |
| Пасивний             | /                    | /                    | -tagu                | /                    | /                    | ärgu -tagu           | olgu -tud            | ärgu olgu -tud       | /                    |                      |                      |          |           |                |
| Квотатив             |                      |                      |                      | /                    | /                    |                      |                      |                      | /                    |                      |                      |          |           |                |
| Активний             |                      |                      |                      |                      |                      |                      |                      |                      |                      |                      |                      |          |           |                |
| Однина               | Перша                | -vat                 | ei -vat              | /                    | /                    | olevat -nud          | ei olevat -nud       | /                    | /                    |                      |                      |          |           |                |
| Однина               | Друга                | -vat                 | ei -vat              | /                    | /                    | olevat -nud          | ei olevat -nud       | /                    | /                    |                      |                      |          |           |                |
| Однина               | Третя                | -vat                 | ei -vat              | /                    | /                    | olevat -nud          | ei olevat -nud       | /                    | /                    |                      |                      |          |           |                |
| Множина              | Перша                | -vat                 | ei -vat              | /                    | /                    | olevat -nud          | ei olevat -nud       | /                    | /                    |                      |                      |          |           |                |
| Множина              | Друга                | -vat                 | ei -vat              | /                    | /                    | olevat -nud          | ei olevat -nud       | /                    | /                    |                      |                      |          |           |                |
| Множина              | Третя                | -vat                 | ei -vat              | /                    | /                    | olevat -nud          | ei olevat -nud       | /                    | /                    |                      |                      |          |           |                |
| Пасивний             | /                    | /                    | -tavat               | /                    | /                    | ei -tavat            | olevat -tud          | /                    | /                    | ei olevat -tud       |                      |          |           |                |

#### Числівник

##### Кількісні числівники
Числівники в естонській є змінюваними частинами мови. Вони мають три відмінки:
| Число                 | Номінатив       | Генітив       | Партитив       |
| --------------------- | --------------- | ------------- | -------------- |
| 0                     | null            | nulli         | nulli          |
| 1                     | üks             | ühe           | üht            |
| 2                     | kaks            | kahe          | kaht           |
| 3                     | kolm            | kolme         | kolme          |
| 4                     | neli            | nelja         | nelja          |
| 5                     | viis            | viie          | viit           |
| 6                     | kuus            | kuue          | kuut           |
| 7                     | seitse          | seitsme       | seitset        |
| 8                     | kaheksa         | kaheksa       | kaheksat       |
| 9                     | üheks           | üheksa        | üheksat        |
| 10                    | kümme           | kümne         | kummet         |
| 11-19                 | -teist(kümmend) | -teist(kümne) | -teist(kümmet) |
| 20-90                 | -kümmend        | -kümne        | -kümmet        |
| 100                   | sada            | saja          | sadat          |
| 200-900               | -sada           | -saja         | -sadat         |
| 1 000—999 000         | -tuhat          | -tuhande      | -tuhandet      |
| 1 000 000—999 000 000 | -miljon         | -miljoni      | -miljonit      |
| 1 000 000 000         | -miljard        | -miljardi     | -miljardit     |

Після числівника 1 іменник вживається у номінативі однини, після інших — у партитиві однини.

##### Порядкові числівники
| Число | Номінатив | Генітив  | Партитив  |
| ----- | --------- | -------- | --------- |
| 1-й   | esimene   | esimese  | esimest   |
| 2-й   | teine     | teise    | teist     |
| 3-й   | kolmas    | kolmanda | kolmandat |

Для інших числівників до форми генітива додаються закінчення -s, -nda та -ndat відповідно.

### Незмінювані частини мови
До незмінюваних частин мови в естонській належать прислівники, післяйменники, сполучники та частки.

#### Прислівники
Прислівник в естонській мові виражає час, місце і спосіб дії або надає слову чи виразу смислового відтінку (Loen sinu artikli läbi. — Проглянь свою статтю.).
Зазначені нижче закінчення додаються до кореня прислівника, який утворюється від:
- форми генітива однини прикметника (-sti, -ti, -ldi, -li, -kesi): генітивний тип,
- форми аблатива однини прикметника (-lt; деякі відмінюються також в алативі, адесиві та аблативі): аблативний тип.

Деякі прислівники є початковими або скороченими формами від колись існуючого інструктивного відмінка.

##### Види прислівників
- вказівні (ілатив/алатив — інесив/адесив — елатив/аблатив): siia — siin — siit (тут), sinna — seal — sealt (там), nüüd (now), siis (зараз), seega (thus), seepärast (тому)
- питальні (ілатив/алатив — інесив/адесив — елатив/аблатив): kuhu — kus — kust (де), millal (коли), kuidas (як), miks (чому)
- означені (ілатив/алатив — інесив/адесив — елатив/аблатив): kuhugi — kuskil — kuskilt (десь), kunagi (колись), kuidagi (якось)
- неозначені (ілатив/алатив — інесив/адесив — елатив/аблатив): ükskõik kuhu — ükskõik kus — ükskõik kust (будь-де), ükskõik millal (будь-коли), igatahes (будь-як)
- узагальнюючі (ілатив/алатив — інесив/адесив — елатив/аблатив): igale poole — igal pool — igalt poolt (усюди), alati (завжди)

| Ступені порівняння прислівників | Ступені порівняння прислівників | Ступені порівняння прислівників |
|                                 | Тип                             | Тип                             |
| Ступінь                         | Генетивний                      | Аблативний                      |
| ------------------------------- | ------------------------------- | ------------------------------- |
| Нейтральний                     | -                               | -lt                             |
| Вищий                           | -mini                           | -malt                           |
| Найвищий                        | kõige -mini                     | kõige -malt                     |

#### Післяйменники
Післяйменники вживаються:
- з генітивом (відмінювані) (ілатив/алатив — інесив/адесив — елатив/аблатив): alla — all — alt (під), ette — ees — eest (перед), juurde — juures — juurest (на, у), järele — järel — järelt (після), keskele — keskel — keskelt (посередині), kohale — kohal — kohalt (над), kõrvale — kõrval — kõrvalt (за), kätte — käes — käest (на, у, до), lähedale — lähedal — lähedalt (біля), peale — peal — pealt (на), sisse — sees — seest (у, в), taha — taga — tagant (за), vahele — vahel — vahelt (між), äärde — ääres — äärest (біля)

- з генітивом (невідмінювані): eest / jaoks (для, до), järgi (згідно з), kaudu (через), kohta (про), pärast (за, через (причина)), vastas (навпроти), vastu (проти), üle (над), ümber (навколо)

- з партитивом: mööda (повз, по)

- з елативом: alla (під), läbi (через), peale / saadik (до, по)

## Синтаксис
Звичайний порядок слів в естонській — прямий (підмет — присудок (дієслово) — додаток), сполучники: aga (але), et (що), ja (та), kas (чи), kui (якщо), nagu (як), sest (тому що), või (або). Питання починаються питальним словом (питальним займенником, kas (якщо питання загальне) або ega (якщо питання заперечне)), за яким слідує прямий порядок слів; слід зазначити, що у розмовному мовленні питальні слова часто випускаються, — у такому випадку питання виділяється інтонаційно або через зміну порядку слів на зворотній. Відповідями на питання такого типу є частки jah/jaa (так) і ei (ні). Прикметник стоїть перед іменником, який він характеризує. Прислівник часу передує прислівнику місця.
Втім, оскільки естонська є аглютинативною мовою, порядок слів у ній доволі вільний; відмінний від прямого порядок слів як правило використовується для наголошення певних частин речення або у поетичних текстах, — подібно до аналогічного явища у фінській мові. Наприклад, речення mees tappis karu — чоловік убив ведмедя містить прямий порядок слів. Це речення можна перефразувати за допомогою зворотнього порядку слів — у такому випадку воно буде виглядати як karu tappis mees — ведмедя вбив чоловік, тобто мовець наголошує той факт, що скоїв це саме чоловік, ймовірно, також передбачаючи те, що слухач знає, що ведмедя було вбито. У певних контекстах можливі й інші чотири варіанти порядку слів (tappis mees karu, tappis karu mees, mees karu tappis, karu mees tappis), особливо якщо до них додати більше слів.
Інколи форми дієслова, іменників та прикметників у реченні недостатньо для визначення підмета та додатка, наприклад, mehed tapsid karud (чоловіки вбили ведмедів) або isa tappis karu (батько вбив ведмедя) — у першому реченні це викликано множиною — адже тоді номінатив в естонській мові використовується як для підмета, так і для прямого додатка, а в другому реченні одниною, — форми іменника isa (батько) у номінативі, генітиві і партитиві збігаються; те саме і зі словом karu (ведмідь); на відміну від них слово mees — чоловік має різні форми: ном.одн. mees, ген.одн.. mehe, парт.одн. meest). У подібних реченнях лише за допомогою порядка слів можна визначити підмет та додаток: слухач розуміє, що перший іменник (mehed, isa) є підметом, а другий (karud, karu) — додатком. Також у такому випадку мовець не може поміняти місцями підмет і додаток задля наголошення певного з них (принаймні якщо з контексту не зрозуміло, який саме іменник є підметом).